# Jarbas Mascarenhas
Jarbas Mascarenhas, född 25 augusti 1980, är en friidrottare från Brasilien. Han deltog vid olympiska sommarspelen 2004.